# Nampo
Namp'o är en hamnstad på Nordkoreas västkust, i provinsen Södra Pyongan. Staden har lite mer än 300 000 invånare och ligger ungefär 50 kilometer sydväst om huvudstaden Pyongyang, vid Taedongflodens mynning i Koreabukten. Under japanskt styre var staden känd som Chinnampo (鎮南浦).
Orten öppnades som fördragshamn i slutet på 1800-talet. Nampo utvecklades till en modern hamnstad efter befrielsen från den japanska ockupationen 1945. Med den kraftiga ökningen av statliga investeringar växte stadens industrier och den har nu flera tunga industrier, vilka inkluderar glasbruk och varv.
Västerhavsdammen i Nampos hamn består av en 8 km lång havsmur som har stora slussar som låter fartyg på upp till 50 000 ton passera.